# モリエール劇団

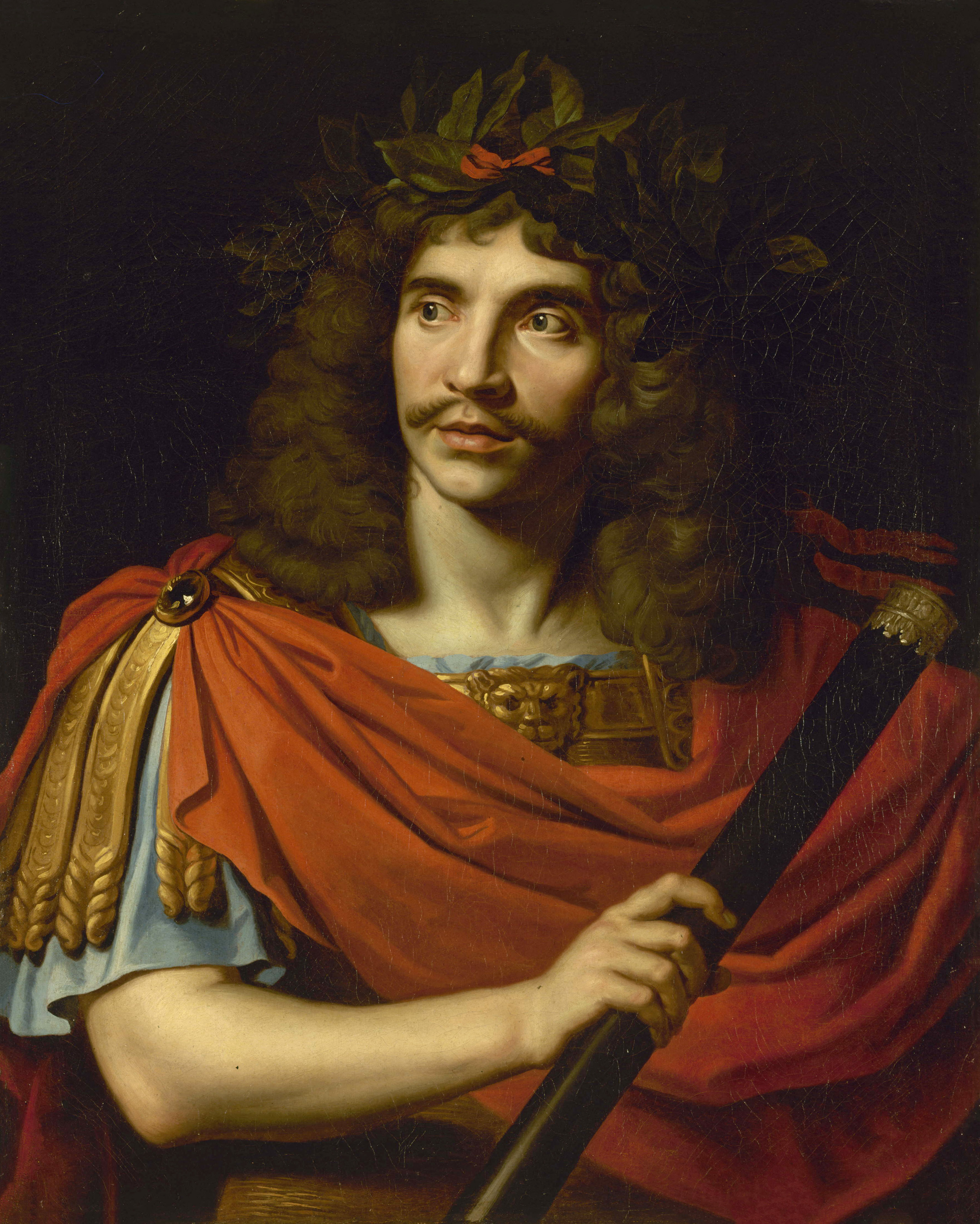
座長:モリエール

モリエール劇団（仏: Troupe de Molière ）は、17世紀フランスに存在した劇団。国立劇場コメディ・フランセーズの前身のひとつ。同劇場が「モリエールの家」と呼ばれる所以は、この劇団のメンバーを中心として創設されたことにある。

## 歴史

### デュフレーヌ劇団(1645～1658年)

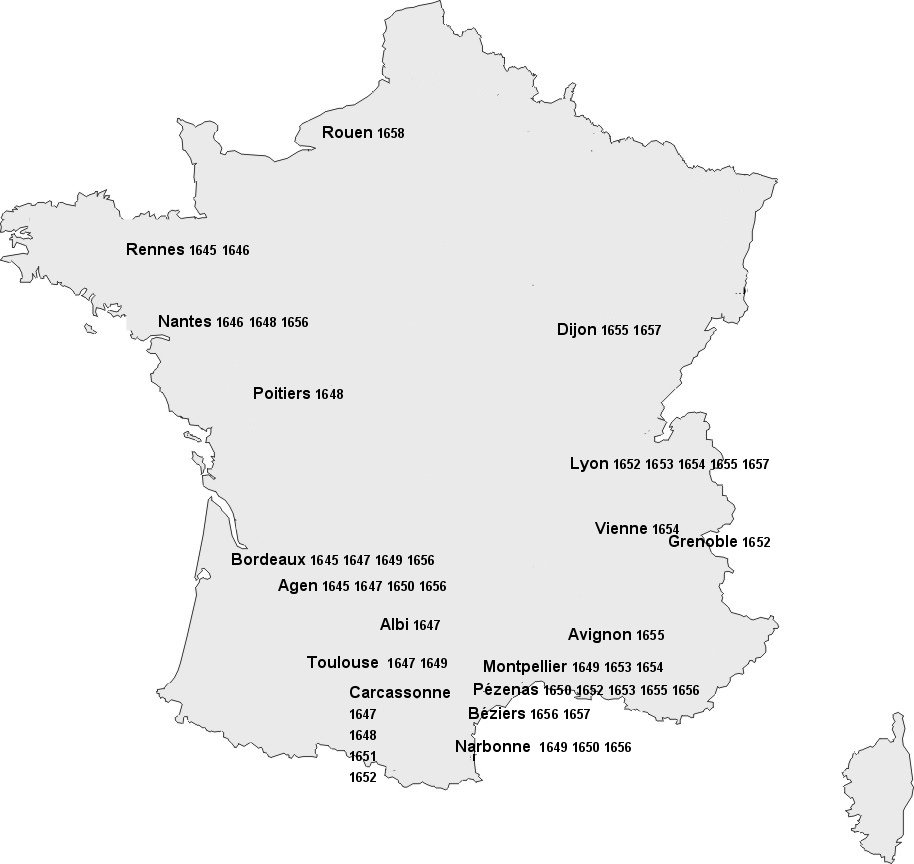
デュフレーヌ劇団の南フランス巡業の軌跡

演劇を志した若きジャン＝バティスト・ポクラン、後のモリエールは、マドレーヌ・ベジャールらと1643年にパリで盛名座を旗揚げしたが、敢え無く失敗し、借金のために投獄までされるという憂き目に遭った。こうした事情からパリにいられなくなったモリエールは1645年、盛名座の数人の仲間たちとともにボルドーへ赴き、同地でギュイエンヌ総督エペルノン公爵の庇護を受けることに成功し、盛名座は公爵が所有していたデュフレーヌ劇団と合併した。1645年の年末、もしくは46年の年頭のことである。デュフレーヌとは座長を務めていた俳優の名前である。
1650年頃、カトリーヌ・ド・ブリーならびにアルマンド・ベジャールが劇団に加入した。アルマンドは子役としての入団であったが、後にモリエールの妻となった。1653年にはマルキーズ・デュ・パルクが劇団に加入し、こうして後のモリエール劇団の看板女優が全員揃った。
1653年、コンティ公の庇護を獲得した。1656年11月、劇団を長い間支援してくれていたオービジュー伯爵が亡くなった。それから間もなくのこと、1657年に同じく庇護者の1人であったコンティ公が突如カトリックへ改宗し、敬虔な信者となった。これによって劇団は庇護を失ったばかりか、「罪深い娯楽」として激しい弾圧の対象となった。このように相次いで庇護を失ったことは、当然劇団に影響を与えた。安定した収入を見込んでいたのに、その当てが消え失せたことで財政的な危機に直面してしまった。この財政危機がきっかけとなって、劇団はパリへの進出を決意したのだった。
1658年、劇団はパリ進出をもくろみ、その下準備を始めていた。パリの目と鼻の先の位置にあるルーアンで行った興行は大成功を収め、より一層の自信をつけた。すでに劇壇の中心的存在となっていたモリエールはルーアンに滞在中、パリでの庇護者を探す目的で、数回パリへ赴いている。13年にも及ぶ南フランスでの修業時代に、有力者の庇護を受けたり失ったりを繰り返していたモリエールは、演劇の腕を磨いただけではなく、有力者との交渉人としても腕が立つようになっていたのである。
ところがモリエールの恋人、マドレーヌ・ベジャールも自身で劇団のパリ進出のために行動を起こしていた。彼女は1658年7月、マレー座の劇場を9月から借り受ける契約を締結している。この頃のマレー座は団員の引き抜きなどに遭って、1年以上劇場の閉鎖を余儀なくされていたので、デュフレーヌ劇団と合併できれば再び活動を再開できるのであった。パリでの拠点がほしいデュフレーヌ劇団と、団員の足りないマレー座と、利害が一致したわけだが、モリエールと仲間たちは自分たちの劇団が吸収されることを望まなかった。劇団がルイ14世の弟であるフィリップ1世の庇護を受けることに成功し、王弟殿下専属劇団(Troupe de Monsieur)との肩書を獲得したことで、この話は立ち消えとなったようである。
こうして王弟殿下の庇護を獲得したデュフレーヌ劇団は、1658年10月24日にルイ14世の御前で演劇を行った。劇団はこの御前公演において、まず初めにコルネイユの悲劇『ニコメード』を上演した。この公演には、数々のコルネイユ悲劇を上演し、パリで大成功を収めていたブルゴーニュ座の役者たちも臨席していた。彼らの得意演目を、その眼前で上演にかけるという大胆な行為に出たのである。『ニコメード』の上演を終えると、モリエールは国王陛下の御前に進み出て、『恋する医者』の上演を願い出た。幸いなことに『恋する医者』は国王陛下のお気に入るところとなり、こうして大成功のうちに御前公演を終えた。劇団は国王やその延臣たちに気に入られ、プチ・ブルボン劇場を使用する許可を獲得した。1658年11月には、パリの観客の前にデビューしている。モリエールの戯曲である『粗忽者』、『恋人の喧嘩』を上演し、いずれも2、30回公演を重ねるなど、成功を収めたという。デビュー公演の興行成績としては十分に満足できるものであった。

### モリエール劇団(1659年～1673年)
復活祭を迎えたところで、パリでのデビューシーズンを終えた。翌年度のシーズンに備えて、劇団は新たに5人の役者をメンバーとして迎えた。マレー座で喜劇役者として有名であったジョドレ、その弟レピー、ラ・グランジュ、デュ・クロアジー夫妻である。とりわけ、ラ・グランジュの加入は大きな意味を持つ。彼が入団直後からつけ始めた『帳簿』によって、劇団がパリの劇場で何を演じ、どれほどの興行成績を上げたか、さらに貴族の館での私的な上演の状況や劇団、並びにその団員にとっての重大事項などが、後世に伝わることとなった。ジョドレと交換するように、マルキーズ・デュ・パルクとその夫のグロ＝ルネがマレー座に移籍し、それまで座長を務めていたデュフレーヌも劇団を去った。こうしてモリエールが正式に座長となり、こうしてモリエール劇団が誕生したのである。

### ゲネゴー座王立劇団(1673年～1680年)
モリエールが1673年に亡くなると、劇団は完全に国王の寵愛を失い、これまで拠点としていたパレ・ロワイヤルの使用権まで失った。劇団員の何人かはこれに動揺したのか、オテル・ド・ブルゴーニュ座に移籍する者も出た。ミシェル・バロンやラ・トリリエール、ボーヴァル夫妻などである。劇団に残った者たちは、モリエールが全幅の信頼を置いていたラ・グランジュや未亡人アルマンド・ベジャールを中心として強く結束し、ゲネゴー劇場を拠点として一座を立て直そうと奮闘した。この頃、かつてパリの有力劇団であったマレー座はすっかりその力を失い、閉鎖を命じられていたので、そこの劇団員を吸収するためモリエール劇団はマレー座と吸収合併し、ゲネゴー座王立劇団が結成された。王立劇団とはいえ、それはかつてモリエール劇団が持っていた称号なのであって、ただ名乗ることを禁じられていないだけだった。ライバルであったオテル・ド・ブルゴーニュ座は国王の庇護を受けて、依然として特権を有していたため、彼らに対抗するためにゲネゴー座王立劇団は精力的に活動を行った。上演作品のほとんどはモリエールの戯曲であり、こけら落とし公演は『タルチュフ』であり、トマ・コルネイユ改作の『ドン・ジュアン』などもここで上演されたという。
オテル・ド・ブルゴーニュ座の人気役者であったシャンメレ夫妻が、ラシーヌ悲劇の上演権とともに1679年に移籍してきた。とくに妻であるシャンメレ嬢の人気は大変なもので、これに付随して多くの観客がゲネゴー座王立劇団に移動してきたという。この移籍によってオテル・ド・ブルゴーニュ座の運営が圧迫されたのは事実のようで、こうしてその翌年に国王の命令によって、ゲネゴー座王立劇団とオテル・ド・ブルゴーニュ座は合併し、国立劇場コメディ・フランセーズが創設されるのである。

## 主な劇団員
コメディ・フランセーズ創設時までにデュフレーヌ、モリエール、ゲネゴー劇団に在籍していた主な役者を挙げる。「席次」はコメディ・フランセーズでの席次。
| 芸名                                           | 芸名                   | 芸名                   | 芸名                                           | 本名                                     | 在籍期間               | 備考 | 席次                   |
| 盛名座結成時からの団員                         | 盛名座結成時からの団員 | 盛名座結成時からの団員 | 盛名座結成時からの団員                         | 盛名座結成時からの団員                   | 盛名座結成時からの団員 | 盛名座結成時からの団員 | 盛名座結成時からの団員 |
| ---------------------------------------------- | ---------------------- | ---------------------- | ---------------------------------------------- | ---------------------------------------- | ---------------------- | --- | ---------------------- |
|                                                |                        |                        | モリエール                                     | Jean-Baptiste Poquelin                   | 1645-1673年            | デュフレーヌ退団後の座長。 |                        |
|                                                |                        | マドレーヌ・ベジャール | マドレーヌ・ベジャール                         | Madeleine Béjart                         | 1645-1672年            | モリエールの初めての恋人。モリエールは彼女と出会ったために演劇の道に足を踏み入れたともいわれるほどで、それ以来、生涯彼とともに苦楽を共にした団員の1人。盛名座のころから中心的役者であったが、モリエール劇団でも美貌を活かして看板役者となった。モリエールの妻・アルマンド・ベジャールの母親とも姉ともいわれるが、関係はわかっていない。モリエールが死去するちょうど1年前にこの世を去った。彼女の死は、モリエールに大きな打撃を与えた。 |                        |
|                                                |                        |                        | ジョセフ・ベジャール                           | Joseph Béjart                            | 1645-1659年            | マドレーヌの兄。吃音持ちであったという。 |                        |
|                                                |                        |                        | ジュヌヴィエーヴ・ベジャール 通称エルヴェ嬢    | Geneviève Béjart                         | 1645-1675年            | マドレーヌの妹。ベジャール一家は演劇一家で、芸名の重複を避けるために母親の姓(エルヴェ)を名乗っている。『ヴェルサイユ即興劇』では本人役を、『豪勢な恋人たち』ではアリスティオーヌ役を、『女学者』ではベリーズ役など、重要な役を演じている。死去まで在籍し続けるなど、姉と同じく、モリエールと生涯行動を共にした。 |                        |
|                                                |                        |                        | ジェルマン・クレラン 通称ヴィラベ              | Germain Clérin                           | 1645-1651年?           | 盛名座の団員の中で、解散後もベジャール一家以外で唯一モリエールと行動を共にした団員。1651年以後はオラニエ公のお抱え劇団に在籍したことが分かっているが、それ以後どのような生涯を送ったか不明。 |                        |
| デュフレーヌ劇団、モリエール劇団時代の加入団員 |                        |                        |                                                |                                          |                        | |                        |
|                                                |                        |                        | シャルル・デュフレーヌ                         | Charles Dufresne                         | 1633-1659年            | デュフレーヌ劇団の座長。1633年からエペルノン公お抱え劇団の座長を務めていた。1659年に引退し、1664年に亡くなった。悲劇を得意としたという。 |                        |
|                                                |                        |                        | マドレーヌ・ド・ヴァレンヌ                     | Madeleine de Varannes                    | 1645?-1648年           | 劇団結成時からのメンバーであったが、1648年に亡くなった。 |                        |
|                                                |                        |                        | シャトーヌフ                                   | Châteauneuf                              | 1647-1656年            | 『パストラル・コミック』に同名の団員が出演した記録が残っているが、関連不明。 |                        |
|                                                |                        |                        | ルネ・ベルトロ 通称デュ・パルク 通称グロ＝ルネ | René Berthelot                           | 1647-1664年            | 1630年生まれ。使用人や下僕を専門とする役者であった。未成年のうちからデュフレーヌ劇団のメンバーであったが、亡くなるまでモリエールと行動を共にした。1653年にマルキーズ・デュ・パルクと結婚したことで、彼女も劇団に加入した。彼が劇団で重要な位置を占めていたことは、モリエールの戯曲『スガナレル:もしくは疑りぶかい亭主』において「グロ＝ルネ」という役名が見られることや、『ぼうやのグロ＝ルネ』や『グロ＝ルネの嫉妬』なる作品がタイトルのみではあるが、伝わっていることで裏付けられる。 |                        |
|                                                |                        |                        | アルマンド・ベジャール 通称モリエール嬢        | Armande-Grésinde-Claire-Élisabeth Béjart | 1650-1694年            | 出自に謎の多い女性である。わずか10歳頃から子役として舞台を踏み、演技力を伸ばして着実に劇団の看板女優へと成長していった。1662年にモリエールと結婚。1673年のモリエール死後は、ラ・グランジュと共に一座を率い、マレー座の役者たちを吸収してゲネゴー座を結成し、人気劇団にまで押し上げた。1677年にゲラン・デストリシェと結婚。コメディ・フランセーズでは創設メンバーとなり、1694年に引退した。 | 4番                    |
|                                                |                        |                        | ルイ・ベジャール                               | Louis Béjart                             | 1650-1670年            | 『守銭奴』でラ・フレーシュ役を演じるなどしたが、40歳で1670年に引退。1000リーヴルの年金を劇団から贈られた。 |                        |
|                                                |                        |                        | エドム・ヴィルカン 通称ド・ブリー              | Edme Villequin                           | 1650-1676年            | カトリーヌ・ド・ブリーの夫。自分の妻にモリエールが言い寄り、愛人関係となったことに対して当然怒りを見せてもよいはずだが、残された資料にはそのような記述は一切出てこない。当時の役者たちは性的に放縦であったので相当に寛大な男であったのかもしれないし、単に文句も言えない頼りない男であっただけなのかもしれない。ちなみに、モリエールが困って追い出そうとするほどの大根役者であったという。配役も脇役ばかりで、目ぼしいものが1つもない。 |                        |
|                                                |                        |                        | カトリーヌ・ド・ブリー                         | Catherine Leclerc du Rose                | 1650-1685年            | 1650年に夫であるエドム・ヴィルカン(芸名:ド・ブリー)とともに、モリエールの劇団に加入した。美貌の持ち主で、劇団の看板女優の一人となった。娘、恋人役が彼女の得意役で、特に『女房学校』のアニェス役は55歳になっても演じていたというほどである。アニェスは本来無邪気で子供らしさの残る女性役で、50歳を超える淑女が演じるべき役ではないが、歳を重ねても若々しくあったのだと思われる。看板女優にふさわしく、モリエールの戯曲のほとんどで何らかの役を演じている。 | 1番                    |
|                                                |                        |                        | マルキーズ・デュ・パルク                       | Marquise-Thérèse de Gorla                | 1653-1667年            | グロ＝ルネと結婚したことで、劇団に加入。彼女自身も看板女優となるなど、夫婦揃って中心的存在となった。華やかな美貌の持ち主で、モリエールをはじめ、コルネイユ、ラシーヌなど様々な男性のこころを惹きつけたという。モリエール劇団がラシーヌの作品『アレクサンドル大王』を上演したことを契機としてラシーヌと恋仲となり、彼に従ってオテル・ド・ブルゴーニュ座へ移籍したが、その1年後に急死した。彼女の死に関して、劇壇を引退していたラシーヌが逮捕されかけたなどの逸話もある。 |                        |
|                                                |                        |                        | マリー・ラグノー 通称ラ・グランジュ嬢          | Marie Ragueneau                          | 1653-1694年            | 1653年に劇団に入団しているが、役者としてではなく、カトリーヌ・ド・ブリーの小間使いとしてだった。だが次第に端役を与えられるようになり、1671年の『エスカルバニャス伯爵夫人』では主役を演じている。1672年、劇団の同僚であったラ・グランジュと結婚した。1694年に引退。余談だが、彼女の父親は有名なパティシエで、かつ演劇好きとして当時有名であった。その名前はエドモン・ロスタンの『シラノ・ド・ベルジュラック』にも登場する。 | 6番                    |
|                                                |                        |                        | ラ・グランジュ                                 | Charles Varlet                           | 1659-1692年            | 1659年に劇団に加入。『ドン・ジュアン』主役を演じたり、『人間嫌い』でアカスト役を演じるなど劇団の中心役者の1人である。彼が入団直後から私的につけ始めた『帳簿』には、劇団がパリの劇場で何を演じてどれほどの興行成績を上げたか、さらに貴族の館での私的な上演の状況や、劇団並びにその団員にとっての重大事項などが記録されており、今日においてかなり貴重な研究資料となっている。モリエールが全幅の信頼を置いていた団員であり、モリエールの死後、彼によって初のモリエール全集が1682年に刊行された。コメディ・フランセーズでは初代座長に就任。 | 3番                    |
|                                                |                        |                        | デュ・クロワジー                               | Philibert Gassot                         | 1659-1689年            | 1659年に夫妻揃って劇団に加入。入団直後から『才女気取り』で役を与えられ、『タルチュフ』で主役を演じた。コメディ・フランセーズ創設メンバー。1689年に引退。オテル・ド・ブルゴーニュ座で座長を務めていたベルローズは義兄にあたる。 | 2番                    |
|                                                |                        |                        | デュ・クロワジー嬢                             | Marie Claveau                            | 1659-1664年            | 夫とともに劇団に加入したが、あまりにひどい演技力と性格のため、1664年に劇団から追い出された。 |                        |
|                                                |                        |                        | ジョドレ                                       | Julien Bedeau                            | 1659-1660年            | 17世紀フランスにおいて最も有名な喜劇役者の1人。弟と一緒に最晩年に劇団に加入し、『才女気取り』でも重要な役を演じたが、その翌年老衰で死去した。 |                        |
|                                                |                        |                        | レピー                                         | François Bedeau                          | 1659-1663年            | 『才女気取り』や『スガナレル』でゴルジビュス役を演じた。『亭主学校』ではアリスト、『女房学校』でクリザルドを演じたが、60歳になった1663年に引退し、その半年後に亡くなった。 |                        |
|                                                |                        |                        | ラ・トリリエール                               | François Le Noir                         | 1662-1673年            | ブレクールと共に加入。『ヴェルサイユ即興劇』や『シチリア人』で役を演じるなどしたが、モリエールの死後はオテル・ド・ブルゴーニュ座に移籍した。1年足らずで終わっているが、ラ・グランジュとは別に彼も『帳簿』をつけており、貴重な資料となっている。 | 21番                   |
|                                                |                        |                        | ブレクール                                     | Guillaume Marcoureau                     | 1662-1664年            | 百姓役や理屈っぽい貴族役を得意としたが、1664年にオテル・ド・ブルゴーニュ座に移籍した。 | 29番                   |
|                                                |                        |                        | アンドレ・ユベール                             | André Hubert                             | 1664-1685年            | ブレクールが移籍してしまったので、その代わりにマレー座から加入した。百姓から国王まで幅広く演じた。 | 5番                    |
|                                                |                        |                        | ミシェル・バロン                               | Michel Baron                             | 1665,1670-1673年       | 幼いころから劇団に加入し、子役として人気を博した後、1665年にモリエール劇団に加入した。モリエールは彼を大変気に入っていたらしく、その時準備していた新作『メリセルト』で重要な役を割り振るなどして熱心に演技指導をしたため、それを見たモリエールの妻アルマンド・ベジャールが嫉妬心を起こしてバロンを平手打ちしたために、バロンも怒って退団してしまった。再びモリエール劇団に加入するのは1670年、モリエールが国王の協力を得てサヴォワ大公に所属していた劇団から引き抜いたことによる。モリエールの死後、オテル・ド・ブルゴーニュ座に移籍。 | 16番                   |
|                                                |                        |                        | ボーヴァル                                     | Jean Pitel                               | 1670-1673年            | バロンより2か月遅れて、同じくサヴォワ大公の劇団から1670年に加入。モリエール死後はオテル・ド・ブルゴーニュ座に移籍。コメディ・フランセーズ創設メンバー。 | 17番                   |
|                                                |                        |                        | ボーヴァル嬢                                   |                                          | 1670-1673年            | 夫とともにサヴォワ大公の劇団から1670年に加入。『町人貴族』のニコルや『病は気から』のトワネットを演じて成功を収めた。1673年のモリエールの死後は再び夫婦揃ってオテル・ド・ブルゴーニュ座に移籍。 | 18番                   |
| ゲネゴー座時代の加入団員                       |                        |                        |                                                |                                          |                        | |                        |
|                                                |                        |                        | ヴェルヌイユ                                   | Achille Varlet                           | 1673-1684年            | ラ・グランジュのいとこ。マレー座に入団したが、すぐにゲネゴー座に移籍した。コメディ・フランセーズ創設メンバー。 | 11番                   |
|                                                |                        |                        | ドーヴィリエ                                   | Nicolas Dorné                            | 1673-1690年            | マレー座在籍中にドーヴィリエ嬢と結婚。そのままゲネゴー劇団に移籍。 | 9番                    |
|                                                |                        |                        | ドーヴィリエ嬢                                 | Victoire-Françoise Poisson               | 1673-1680年            | オテル・ド・ブルゴーニュ座の主要役者であったレーモン・ポワッソンの娘。1680年に演劇界から引退し、1718年までコメディ・フランセーズでプロンプターを務めた。 |                        |
|                                                |                        |                        | ゲラン・デストリシェ                           | Issac-François Guérin d'Estriché         | 1673-1717年            | 長い地方劇団での生活を送った後、マレー座に移籍してそのままゲネゴー劇団に加入した。1677年にアルマンド・ベジャールと結婚し、1子を儲けたが1708年に死亡している。1717年に引退した。 | 10番                   |
|                                                |                        |                        | ロジモン                                       | Claude de La Rose                        | 1673-1717年            | いつ頃演劇界に飛び込んだのかよくわからない。1669年頃か。喜劇作家でもある。コメディ・フランセーズ創設メンバー。 | 7番                    |
|                                                |                        |                        | シャンメレ                                     | Charles Chevilet                         | 1679-1701年?           | 1665年に役者生活を開始。1666年に結婚し、夫妻揃って1679年にゲネゴー座に移籍。喜劇作家でもあったようだ。 | 14番                   |
|                                                |                        |                        | シャンメレ嬢                                   | Marie Desmares                           | 1679-1698年            | 17世紀における最も有名な女優の1人。1666年に故郷ルーアンで、シャンメレと結婚し、地方劇団やマレー座で修業を積んだ後にオテル・ド・ブルゴーニュ座に加入した。『アンドロマック』再演の際の、彼女の演技、特に声の魅力にラシーヌは惹かれたらしく、それ以後のラシーヌの悲劇作品では全て主役を務め、大成功を収めている。デュ・パルクのときと同様にラシーヌが仔細に亘って演技指導を彼女にしたらしいが、女優としての評価は、同時代人の証言が食い違っているためによくわからない。ラシーヌが劇壇から引退すると、彼女は二流劇作家の作品に出演しなければならなくなり、彼女の持ち味も消えてしまった。1679年にゲネゴー座に移ったが、ゲネゴー座とオテル・ド・ブルゴーニュ座の合併によって1680年にコメディ・フランセーズが創設された。コメディ・フランセーズのこけら落とし演目では、主役を演じている。死の数か月前まで華々しく活躍したという。 | 15番                   |